# Vöcklabruck
Vöcklabruck – miasto powiatowe w Austrii, w kraju związkowym Górna Austria, siedziba powiatu Vöcklabruck. Liczy 11962 mieszkańców. 

## Transport
W mieście znajduje się stacja kolejowa na głównej linii kolejowej Westbahn, łączącej Wiedeń z Salzburgiem. W Vöcklabruck rozpoczyna się również linia kolejowa Vöcklabruck – Kammer-Schörfling.

## Współpraca
Miejscowości partnerskie:
- Český Krumlov, Czechy
- Hauzenberg, Niemcy
- Slovenj Gradec, Słowenia

## Osoby związane z Vöcklabruck
- Oskar Czerwenka, austriacki śpiewak operowy
- Andrea Eder-Gitschthaler, austriacka polityczka
- Franzobel, austriacki pisarz
- Aleksandra Hanowerska (ur. 1999), księżniczka Hanoweru
- Lukas Pöstlberger, austriacki kolarz
- Laura Wienroither, austriacka piłkarka